# Veluwerandmeren

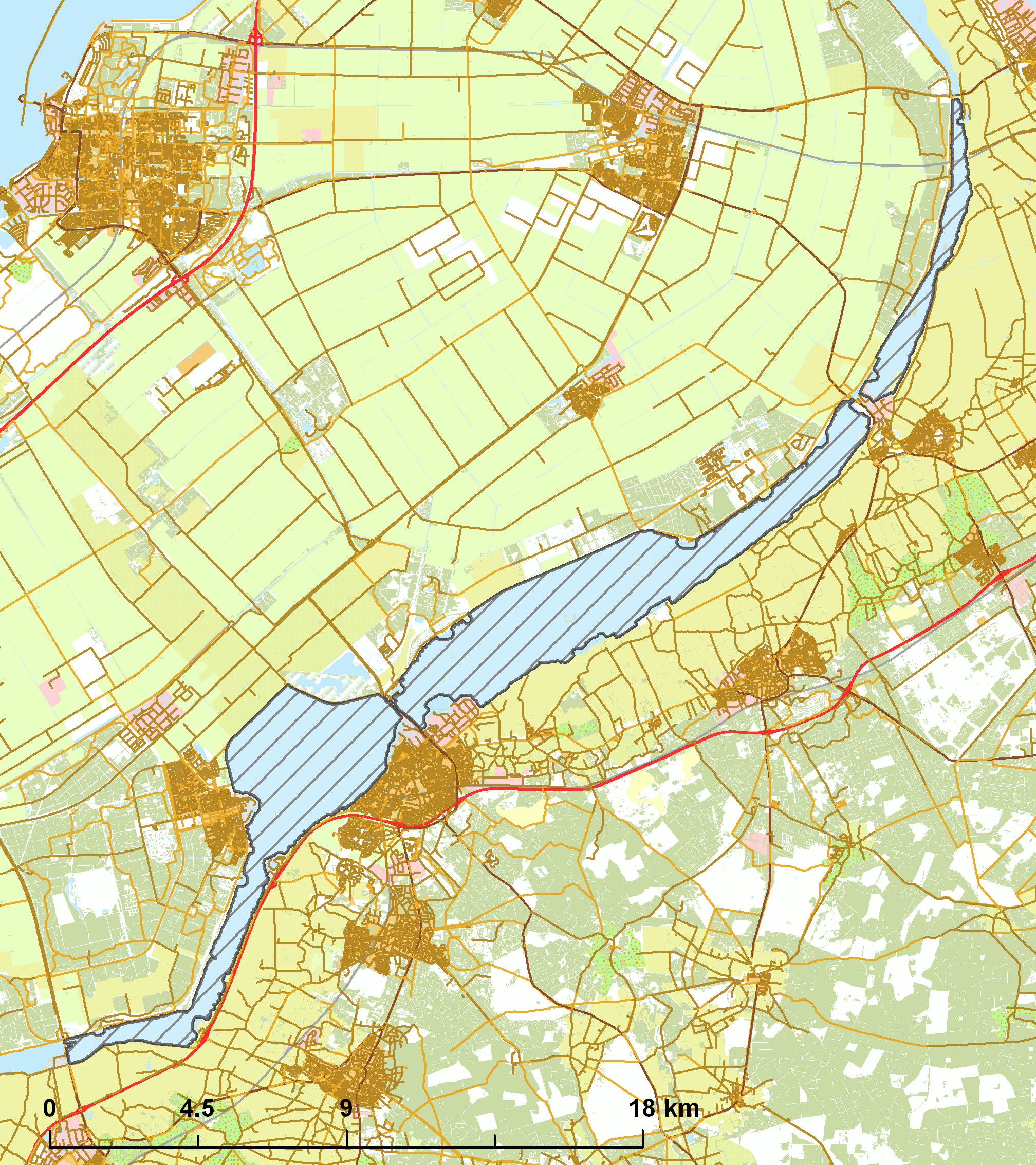
Grenzen van het Natura 2000-gebied

De Veluwerandmeren zijn een viertal Nederlandse randmeren die ontstaan zijn na het inpolderen van het zuidoostelijke deel van het IJsselmeer. Van zuidwest naar noordoost gezien gaat het om het Nuldernauw, het Wolderwijd, het Veluwemeer en het Drontermeer.
Zuidwestelijk worden de Veluwerandmeren begrensd door de Nijkerkersluis, noordoostelijk door de Reevesluis. De Veluwerandmeren liggen voor het overgrote deel op de grens van de provincies Flevoland en Gelderland; alleen het allernoordelijkste stukje ligt tussen Flevoland en Overijssel.
De Veluwerandmeren gaan in het noorden over in de Randmeren Noord. Ze ontstonden in de jaren 1950 bij de aanleg van de polders die nu de provincie Flevoland vormen.

## Belang van de Veluwerandmeren
De randmeren worden onder meer gebruikt door vissers, natuurliefhebbers en watersporters, en voor scheeptransport. Deze gebruikers beleven de randmeren niet hetzelfde, zo worden waterplanten als fonteinkruiden en kranswier als hinderlijk ervaren door watersporters, terwijl ze essentieel zijn voor het behoud van helder water.

### Waterkwaliteit en waterhuishouding
Diverse Veluwse beken komen op de randmeren uit, hierdoor is er sprake van een natuurlijke stroming richting het IJsselmeer. Via de beken komt water dat rijk aan fosfaat en nitraat is, de randmeren in. Deze randmeren waren gevuld met helder water tot rond 1968 het stikstof- en fosfaatniveau dusdanig gestegen was, dat het water 's zomers door algengroei erg troebel werd. Politici vonden dit niet acceptabel. Door de betrokken overheden werd het platform Bestrijding Overmatige Algengroei Randmeren (BOVAR) opgericht. Vooruitlopend op landelijk beleid werden de rioolwaterzuiveringsinstallaties van Harderwijk en Elburg voorzien van een installatie die fosfaat uit het rioolwater haalde. Ook werd de frequentie waarmee rioolwater ongezuiverd in de randmeren werd geloosd drastisch omlaag gebracht. Vanuit de Flevopolder werden de randmeren met voedselarm water doorgespoeld. In de jaren 1990 begonnen deze inspanningen effect te hebben. Het water werd helderder en waterplanten kwamen weer tot ontwikkeling. De natuur begon zich te herstellen. Door de mondingen van beken te verleggen, door het stimuleren van natuurlijke oevers en een natuurlijkere delta, door maatregelen te treffen die uitspoeling van meststoffen voorkomen en door de meren met voedselarm water uit de Flevopolders door te spoelen poogt men te voorkomen dat in de zomer algenbloei voorkomt.

## Integrale Inrichting VeluweRandmeren - IIVR
Om tot het herstel van de randmeren te komen, was samenwerking nodig tussen de overheden. Nadat het herstel was ingezet werd de druk op de randmeren groter. Er werd steeds meer gebruik van de randmeren gemaakt waarbij er onvoldoende coördinatie was. Ingegeven door de goede resultaten van de BOVAR, werd de IIVR opgericht, een samenwerkingsverband om de Veluwemeren zo in te richten dat alle belangen zo goed mogelijk aan hun trekken komen.

### Watermilieu en watervogels
Het open watermilieu van de randmeren is meestal ondiep. Planten als kranswier en fonteinkruid komen hier voor. De kranswieren zijn zo uniek, dat deze beschermd zijn in een speciale beschermingszone in het kader van de Europese Habitatrichtlijn. De planten zijn essentieel bij het voorkomen van een algenbloei. Daarnaast zijn ze een belangrijke voedselbron voor watervogels als de kleine zwaan en de tafeleend.
Het belang van de Veluwerandmeren voor watervogels wordt onderstreept door de aanwijzing als speciale beschermingszone in het kader van de Europese Vogelrichtlijn.
De opbouw van de visstand is door het herstel van de waterplanten gewijzigd, soorten als de baars en de blankvoorn hebben de plaats van de brasem ingenomen. De snoek hoort hier ook in thuis maar deze is afhankelijk van een natuurlijker waterpeil. De paling wordt gestimuleerd door het beter mogelijk te maken voor de glasaal om de Veluwerandmeren te bereiken.
Doordat de Veluwerandmeren door sluizen gescheiden zijn van de overige randmeren, is de functie van de ecologische hoofdstructuur voor de lagere dieren en planten beperkt, de hindernis die de sluizen vormen blijkt uit het voorkomen van soorten aan de ene zijde van een sluis en de afwezigheid aan de andere zijde. Met de opening van het aquaduct bij Harderwijk zijn de Veluwerandmeren vanaf februari 2004 een gebied met één waterstand.

### Moerasmilieu
Langs de oostkust van de randmeren en het IJsselmeer, ligt de natte as van de ecologische hoofdstructuur. Door de aanleg van natuurgebieden kunnen allerlei organismen hier gedijen, ook ontstaat de mogelijkheid om van het ene gebied naar het andere te trekken. Zo wordt met name bij de inrichting van nieuwe eilanden rekening gehouden het biotoop dat de otter nodig heeft.
Bij de inrichting die hiervoor nodig is, maken de natuurontwikkelaars gebruik van licht vervuilde baggerspecie die vrij komt bij baggerwerkzaamheden. De eilanden en luwtegebieden die op deze wijze worden gecreëerd, complementeren de bestaande natuurgebieden. Ook krijgen de vergrote natuurgebieden betere bescherming onder ander door erkenning als Staatsnatuurmonument.

### Watersport
Veel watersporten worden op de randmeren beoefend, kanoën, zwemmen, schaatsen, zeilen maar ook windsurfen, kitesurfen en de pleziervaart met motorboten. Voor al deze sporten zijn er faciliteiten nodig. De mate waarin hierin voorzien kan worden, is mede afhankelijk van de ruimte die hiervoor gereserveerd kan worden. De recreatievaart heeft open water nodig, wanneer er kranswier of fonteinkruid groeit dan kan er gemaaid worden. Dit staat echter op gespannen voet met het helder houden van de randmeren en de bescherming van de waterfauna. Het samenwerkingsverband IIVR is noodzakelijk voor het vinden van een balans waarin tegenstrijdige belangen hun plaats hebben.

## Eilanden
In de Veluwerandemeren zijn een aantal eilandjes. Hier volgt een lijst met een paar eilanden:
- De Zegge
- De Biezen
- De Kluut
- De Krooneend
- Pierland
- De Snip
- De Ral
- De Kwak
- Eekt